# Маньи (Верхний Рейн)
Маньи́ (фр. Magny) — коммуна на северо-востоке Франции в регионе Гранд-Эст (бывший Эльзас — Шампань — Арденны — Лотарингия), департамент Верхний Рейн, округ Альткирш, кантон Мазво. До марта 2015 года коммуна административно входила в состав упразднённого кантона Данмари (округ Альткирш).
Площадь коммуны — 4,3 км², население — 250 человек (2006) с выраженной тенденцией к росту: 295 человек (2012), плотность населения — 68,6 чел/км².

## Население
Численность населения коммуны в 2011 году составляла 291 человек, а в 2012 году — 295 человек.
| 1962 | 1968 | 1975 | 1982 | 1990 | 1999 | 2006 | 2011 | 2012 |
| ---- | ---- | ---- | ---- | ---- | ---- | ---- | ---- | ---- |
| 106  | 106  | 135  | 162  | 187  | 187  | 250  | 291  | 295  |

Динамика населения:

## Экономика
В 2010 году из 194 человек трудоспособного возраста (от 15 до 64 лет) 151 были экономически активными, 43 — неактивными (показатель активности 77,8 %, в 1999 году — 72,9 %). Из 151 активных трудоспособных жителей работали 139 человек (78 мужчин и 61 женщина), 12 числились безработными (7 мужчин и 5 женщин). Среди 43 трудоспособных неактивных граждан 14 были учениками либо студентами, 14 — пенсионерами, а ещё 15 — были неактивны в силу других причин.
На протяжении 2011 года в коммуне числилось 98 облагаемых налогом домохозяйств, в которых проживало 288,5 человек. При этом медиана доходов составила 18110 евро на одного налогоплательщика.